# Richard Büchner (Nationalökonom)
Richard Büchner (* 20. Januar 1899 in Dresden; † 1. August 1984 in Rapperswil SG) war ein Schweizer Nationalökonom sowie Finanzwissenschaftler deutscher Herkunft.

## Leben
Richard Büchner, der Sohn des Inhabers eines Pelzhandelsgeschäfts, besuchte in Dresden das Realgymnasium und einen höheren Fachkurs an der Handelsschule. Nach einer zweijährigen Praxis im väterlichen Geschäft widmete er sich dem Studium der Nationalökonomie an den Universitäten Dresden und Hamburg sowie an der Handelshochschule Leipzig, wo er 1920 das Abschlussdiplom erwarb.
Nachdem Richard Büchner 1922 in Hamburg mit einer finanzwissenschaftlichen Dissertation zum Dr. rer. pol. promoviert worden war, trat er eine Assistentenstelle am Institut für Finanzwissenschaft der Universität Breslau an, dort habilitierte er sich 1925 als Privatdozent für die Fächer Nationalökonomie und Finanzwissenschaft. 1929 folgte Richard Büchner einem Ruf auf die ordentliche Professur für Nationalökonomie an der Universität Zürich, die er bis zu seiner Emeritierung im Jahre 1969 innehielt.
Richard Büchner, der das Bürgerrecht der Stadt Zürich und damit die Schweizer Staatsbürgerschaft erhielt, wirkte daneben als Vorstandsmitglied des Schweizerischen Sozialarchivs, der Sektion Zürich der Schweizerischen Vereinigung für Sozialpolitik und des Schweizer Instituts für Auslandsforschung in Zürich. Richard Büchner war Mitherausgeber der „Mittelungen aus dem Handelswissenschaftlichen Seminar der Universität Zürich“ und der „Schweizerischen Beiträge zur Wirtschafts- und Sozialwissenschaft“. Zudem war er Mitarbeiter unter anderem am Handwörterbuch der Staatswissenschaften, am Handbuch der Finanzwissenschaft sowie am Handbuch der Schweizerischen Volkswirtschaft.

## Publikationen
- Die britische Kriegsgewinn-Besteuerung, Dissertation, Hamburg, 1922
- Die Finanzpolitik und das Bundessteuersystem der Vereinigten Staaten von Amerika von 1789 bis 1926, G. Fischer, Jena, 1926
- Nationalökonomie und Betriebswirtschaftslehre : [Vortrag], Schulthess, Zürich, 1931
- Verlustquellen der Unternehmung, Schulthess, Zürich, 1933
- Einzelhandel und Mittelstandspolitik, Schulthess, Zürich, 1940
- Unternehmung und Markt, Schulthess, Zürich, 1946
- Grundfragen der Wirtschaftspolitik, 2., neubearbeitete und erweiterte Auflage, Duncker und Humblot, Berlin, 1973